# Kristian Dimitrov
Kristian Dimitrov (en búlgaro: Кристиан Димитров; Plovdiv, 27 de febrero de 1997) es un futbolista búlgaro que juega en la demarcación de defensa para el P. F. C. Levski Sofia de la Primera Liga de Bulgaria.

## Selección nacional
Tras jugar con la selección de fútbol sub-19 de Bulgaria y la sub-21, finalmente hizo su debut con la selección absoluta el 7 de junio de 2019 en un partido de clasificación para la Eurocopa 2020 contra República Checa que finalizó con un resultado de 2-1 a favor del combinado checo tras el gol de Ismail Isa para Bulgaria, y un doblete de Patrik Schick para la República Checa.

### Goles internacionales
| # | Fecha               | Estadio                                         | Oponente | Gol | Resultado | Competición                         |
| - | ------------------- | ----------------------------------------------- | -------- | --- | --------- | ----------------------------------- |
| 1 | 10 de junio de 2019 | Estadio Nacional Vasil Levski, Levski, Bulgaria | Kosovo   | 2–1 | 2-3       | Clasificación para la Eurocopa 2020 |

## Clubes
| Club                   | País     | Año       | Partidos | Goles |
| ---------------------- | -------- | --------- | -------- | ----- |
| P. F. C. Botev Plovdiv | Bulgaria | 2016-2018 | 18       | 1     |
| F. C. Montana (cedido) | Bulgaria | 2018      | 13       | 1     |
| P. F. C. Botev Plovdiv | Bulgaria | 2018-2020 | 54       | 5     |
| H. N. K. Hajduk Split  | Croacia  | 2020-2022 | 45       | 3     |
| CFR Cluj (cedido)      | Rumania  | 2022      | 1        | 1     |
| H. N. K. Hajduk Split  | Croacia  | 2022      | 1        | 0     |
| P. F. C. Levski Sofia  | Bulgaria | 2023-     | 68       | 7     |

## Palmarés

### Títulos nacionales
| Título | Club     | País    | Año  |
| ------ | -------- | ------- | ---- |
| Liga I | CFR Cluj | Rumania | 2022 |